# Celso Correia
Celso Ismael Correia (ur. 18 lipca 1978 w Maputo) – mozambicki przedsiębiorca i polityk, od 2020 roku minister rolnictwa i rozwoju wsi, wcześniej w latach 2015–2020 był ministrem ziemi, środowiska i rozwoju obszarów wiejskich.

## Życiorys
Studiował w Maputo oraz Republice Południowej Afryki. W 2001 roku powrócił do kraju i założył grupę inwestycyjną INSITEC. Został następnie dyrektorem generalnym firmy Nacala oraz dyrektorem Mozambickiego Banku Inwestycyjnego.

### Działalność polityczna
W 2012 roku został członkiem Komitetu Centralnego Frontu Wyzwolenia Mozambiku. W 2014 roku ogłoszono go jako szefa kampanii prezydenckiej Filipe Nyusiego. Wszedł w skład pierwszego rządu Nyusiego jako minister ziemi, środowiska i rozwoju obszarów wiejskich. 17 stycznia 2020 roku ponownie wszedł w skład rządu jako minister rolnictwa i rozwoju wsi.